# N.E.C. in het seizoen 2022/23
|               | Eredivisie | KNVB beker | Totaal |
| ------------- | ---------- | ---------- | ------ |
| Wedstrijden   | 34         | 3          | 37     |
| Gewonnen      | 8          | 2          | 10     |
| Gelijk        | 15         | 1          | 16     |
| Verloren      | 11         | 0          | 11     |
| Thuis         | 17         | 1          | 18     |
| Uit           | 17         | 2          | 19     |
| Gele kaarten  | 48         | 3          | 51     |
| 2× gele kaart | 0          | 0          | 0      |
| Rode kaarten  | 3          | 1          | 4      |
| Doelsaldo     | -3         | +5         | +2     |
| voor          | 42         | 11         | 53     |
| tegen         | 45         | 6          | 51     |
| ‘De Nul’      | 9          | 1          | 10     |

N.E.C. komt in het seizoen 2022/23 voor het tweede achtereenvolgende seizoen in de Eredivisie, na de promotie uit de Eerste divisie in 2021. Het eindigde als twaalfde. Daarnaast komt de ploeg uit in de KNVB Beker, waarin het in de achtste finale werd uitgeschakeld door Feyenoord.

## Seizoenssamenvatting

### Juni
- Op 14 juni maakte N.E.C. bekend dat het Thibo Baeten na een verhuurperiode aan het onder 21-elftal van Torino FC opnieuw verhuurt, aan Beerschot.
- Op 21 juni maakte N.E.C. Patrick Greveraars bekend als nieuwe assistent-trainer. Ook presenteerde het de eerste twee aanwinsten: Oussama Tannane en Pedro Marques.
- Op 22 juni was de eerste training van N.E.C.
- Op 23 juni werd bekend dat Ismaïl Aissati mee zou trainen bij N.E.C. Later in de week sloot ook Terry Lartey Sanniez aan om zijn conditie op peil te houden.

### Juli
- Op 1 juli maakte N.E.C. bekend dat het Joris Kramer over had genomen van AZ.
- Op 2 juli werd bekend dat Ibrahim Cissoko zijn contract verlengd had tot de zomer van 2024.
- Op 2 juli won N.E.C. zijn eerste oefenwedstrijd van het seizoen tegen de amateurs van NEC, met 11-0. Pedro Marques (4x), Jordy Bruijn (2x), Joep van der Sluijs, Kas de Wit, Mathias De Wolf, Ibrahim Cissoko en Dylan Hopman scoorden.
- Op 6 juli maakte N.E.C. bekend dat het Andri Baldursson een seizoen zou huren van Bologna FC met een optie tot koop. Bovendien nam het Calvin Verdonk over van FC Famalicão, na zijn huurperiode van vorig seizoen. Tot slot gaf het aan Mikkel Duelund opnieuw te willen huren van Dynamo Kiev.
- Op 6 juli won N.E.C. de oefenwedstrijd van DIO '30 met 7-0. Joep van der Sluijs (3x), Mikkel Duelund (2x), Oussama Tannane en Kas de Wit scoorden.
- Op 9 juli won N.E.C. met 3-1 van mede-Eredivisionist RKC Waalwijk. Mikkel Duelund, Elayis Tavşan en Terry Lartey Sanniez scoorden namens N.E.C., oud-N.E.C'er Hans Mulder namens RKC.
- Op 16 juli won N.E.C. met 4-0 van 1. FC Bocholt. Doelpuntenmakers waren Pedro Marques (2x), Bart van Rooij en Ibrahim Cissoko.
- Op 25 juli werd bekend dat N.E.C. Joep van der Sluijs voor een jaar zou verhuren aan TOP Oss.
- Op 29 juli won N.E.C. het laatste oefenduel met 3-1 van Heracles Almelo, door goals van Pedro Marques (2x) en Mikkel Duelund. Nikolai Laursen scoorde namens Heracles.

### Augustus
- Op 5 augustus werd bekend dat Danny Vukovic zijn contract had laten ontbinden en terugging naar zijn thuisland om te spelen bij Central Coast Mariners, in afwachting van de terugkeer van Jasper Cillessen.
- Op 7 augustus verloor N.E.C. de eerste wedstrijd van het seizoen thuis van FC Twente. Sem Steijn maakte in blessuretijd de enige treffer.
- Op 8 augustus presenteerde N.E.C. Jasper Cillessen als nieuwe aanwinst. Hij tekende een contract voor drie seizoenen in Nijmegen.
- Op 10 augustus presteerde N.E.C. Philippe Sandler kwam transfervrij over naar N.E.C. en tekende voor drie jaar in de Goffert.
- Op 14 augustus won N.E.C. met 4-1 van FC Volendam, dat op voorsprong kwam via Daryl van Mieghem. Daarna draaide N.E.C. het om via Elayis Tavşan, Mikkel Duelund, Oussama Tannane en Jordy Bruijn.
- Op 26 augustus speelde N.E.C. met 1-1 gelijk tegen FC Groningen, door goals van Laros Duarte en Ibrahim Cissoko.
- Op 30 augustus maakte N.E.C. bekend dat het Landry Dimata voor een seizoen zou huren van Espanyol.
- Op 31 augustus tekende Terry Lartey Sanniez een contract voor één seizoen bij N.E.C.

### September
- Op 1 september speelde N.E.C. met 1-1 gelijk tegen AZ, door doelpunten van Iván Márquez en Jens Odgaard.
- Op 4 september speelde N.E.C. met 0-0 gelijk tegen SC Heerenveen. Tibor Halilović ontving een rode kaart bij Heerenveen.
- Op 10 september speelde N.E.C. met 1-1 gelijk tegen Fortuna Sittard. Pedro Marques maakte de openingstreffer van Oğuzhan Özyakup ongedaan. Doğan Erdoğan ontving een rode kaart.
- Op 16 september speelde N.E.C. met 0-0 gelijk tegen FC Utrecht.

### Oktober
- Op 2 oktober speelde N.E.C. met 1-1 gelijk tegen Feyenoord, door goals van Quinten Timber en Iván Márquez. Het was het zesde gelijkspel op rij.
- Op 8 oktober speelde N.E.C. met 1-1 gelijk tegen Excelsior, door goals van Landry Dimata en Lazaros Lamprou.
- Op 16 oktober verloor N.E.C. met 2-0 van Sparta Rotterdam door goals van Dirk Abels en Jonathan de Guzman.
- Op 19 oktober won N.E.C. in de tweede ronde van de KVNB Beker met 3-2 van Fortuna Sittard. In de rust stond het gelijk door een goal van Cole Bassett en een eigen goal van Ximo Navarro. Na rust scoorden Souffian El Karouani, Pedro Marques (namens N.E.C.) en oud-NEC'er Rodrigo Guth namens Fortuna.
- Op 23 oktober speelde N.E.C. met 3-3 gelijk tegen Go Ahead Eagles. Namens N.E.C scoorden Oussama Tannane, Magnus Mattsson en Philippe Sandler, namens Go Ahead Isac Lidberg, Bobby Adekanye en Oliver Edvardsen.
- Op 30 oktober verloor N.E.C. met 3-0 van PSV door goals van Anwar El Ghazi, Luuk de Jong en Noni Madueke.

### November
- Op 4 november won N.E.C. met 1-0 van SC Cambuur door een doelpunt van Lasse Schöne.
- Op 13 november won N.E.C. met 6-1 van RKC Waalwijk, dat na vier minuten op voorsprong kwam via Dario Van den Buijs. Na een rode kaart van Iliass Bel Hassani draaide N.E.C. het om via goals van Pedro Marques (2x), Landry Dimata, Souffian El Karouani, Magnus Mattsson en Elayis Tavşan.

### December
- Op 14 december werd bekend dat nieuwe technisch directeur Carlos Aalbers het contract van aanvoerder Lasse Schöne met een jaar had verlengd tot de zomer van 2024.
- Op 17 december verloor N.E.C. op trainingskamp in Spanje met 3-2 van FC Emmen. Elayis Tavşan en Magnus Mattsson waren trefzeker namens N.E.C., Rui Mendes, Richairo Živković en Mohamed Bouchouari namens Emmen.
- Op 30 december won N.E.C. in een oefenwedstrijd met 2-0 van Heracles Almelo door twee goals van Elayis Tavşan.

### Januari
- Op 4 januari werd bekend dat Anthony Musaba tot het einde van het seizoen werd gehuurd van AS Monaco.
- Op 8 januari speelde N.E.C. met 1-1 gelijk tegen regerend landskampioen Ajax. Davy Klaassen en Landry Dimata scoorden.
- Op 11 januari won N.E.C. in de derde ronde van de KNVB Beker met 4-0 van Almere City. Doelpuntenmakers waren Oussama Tannane, Elayis Tavşan, Pedro Marques en Anthony Musaba.
- Op 15 januari speelde N.E.C. met 0-0 gelijk tegen rivaal Vitesse. Oussama Tannane werd al na dik twintig minuten door Danny Makkelie met rood van het veld gestuurd.
- Op 19 januari werd bekend dat Dirk Proper zijn aflopende contract met twee jaar had verlengd, tot de zomer van 2025.
- Op 21 januari won N.E.C. met 3-1 van FC Emmen door twee goals van Landry Dimata en één goal van Ibrahim Cissoko. Richairo Živković scoorde namens Emmen.
- Op 25 januari verloor N.E.C. met 2-0 van Feyenoord, door goals van Javairo Dilrosun en Orkun Kökcü. Iván Márquez kreeg net voor rust een rode kaart.
- Op 28 januari speelde N.E.C. met 1-1 gelijk tegen Sparta Rotterdam, door goals van Arno Verschueren en Pedro Marques.

### Februari
- Op 5 december verloor N.E.C. met 1-0 van Go Ahead Eagles door een goal van Finn Stokkers.
- Op 8 februari verloor N.E.C. op penalty's de achtste finale van de beker van Feyenoord. N.E.C. kwam op een 0-2 voorsprong door goals van Calvin Verdonk en Pedro Marques. In blessuretijd kwam Feyenoord terug via een rode kaart van Philippe Sandler, een penalty van Orkun Kökçü en een goal van Igor Paixão. Jordy Bruijn (twee goals), Santiago Giménez en Javairo Dilrosun bepaalde in de verlenging de eindstand op 4-4, waarna Ilias Bronkhorst als enige zijn penalty miste. Philippe Sandler kreeg rood, maar deze werd geseponeerd.
- Op 11 februari speelde N.E.C. met 0-0 gelijk tegen SC Cambuur.
- Op 19 februari won N.E.C. met 3-0 van SBV Excelsior, door goals van Magnus Mattsson, Souffian El Karouani en Anthony Musaba. Redouan El Yaakoubi kreeg na 48 minuten zijn tweede gele kaart.
- Op 25 februari won N.E.C. met 3-0 van FC Volendam, door doelpunten van Iván Márquez, Landry Dimata en Pedro Marques.

### Maart
- Op 5 maart verloor N.E.C. met 1-0 van AFC Ajax door een goal van Mohammed Kudus.
- Op 12 maart speelde N.E.C. met 2-2 gelijk tegen FC Utrecht. Landry Dimata scoorde tweemaal namens N.E.C., Bas Dost en Othmane Boussaid namens Utrecht.
- Op 14 maart werd het aflopende contract van Elayis Tavşan met één seizoen verlengd tot de zomer van 2024. Dezelfde optie in het contract van Jordy Bruijn is niet gelicht. Verder lopen de contracten af van Ilias Bronkhorst, Terry Lartey-Sanniez, Mathias De Wolf en Joep van der Sluijs. Mattijs Branderhorst is een nieuwe aanbieding gedaan.
- Op 18 maart won N.E.C. met 3-1 van RKC Waalwijk, door twee goals van Oussama Tannane en eentje van Elayis Tavşan. RKC scoorde via Vurnon Anita.
- Op 31 maart maakte N.E.C. dat het aflopende contract van Bart van Rooij met twee jaar was verlengd.

### April
- Op 1 april verloor N.E.C. met 4-2 van PSV door goals van Luuk de Jong (2x), Joey Veerman en Olivier Boscagli. Oussama Tannane scoorde beide NEC-goals.
- Op 9 april speelde N.E.C. met 0-0 gelijk tegen FC Emmen.
- Op 16 april verloor N.E.C. de Gelderse derby van SBV Vitesse met 1-4. Dirk Proper scoorde namens N.E.C., Matúš Bero, Kacper Kozlowski, Bart van Rooij (eigen goal) en Ryan Flamingo namens Vitesse.
- Op 25 april won N.E.C. met 1-0 van FC Groningen door een penalty van Jordy Bruijn en een rode kaart van Laros Duarte.

#### Mei
- Op 6 mei verloor N.E.C. met 2-3 van SC Heerenveen door goals van Thom Haye, Sydney van Hooijdonk en Antoine Colassin. Namens N.E.C. scoorden Landry Dimata en Magnus Mattsson.
- Op 12 mei verloor N.E.C. met 4-0 van FC Twente door goals van Virgil Misidjan (2x), Sydney van Hooijdonk en Václav Černý.
- Op 20 mei verloor N.E.C. met 3-0 van AZ door goals van Jesper Karlsson (2x) en Jordy Clasie. Dirk Proper ontving een rode kaart.
- Op 28 mei speelde N.E.C. de laatste wedstrijd van het seizoen met 1-1 gelijk tegen Fortuna Sittard. N.E.C. kwam in 1-0 door een goal van Landry Dimata en stond virtueel negende, maar kreeg in de 93'ste minuut een penalty van Paul Gladon om de oren, waardoor het als twaalfde eindigde.

## Selectie 2022/23
| Nr.                                                | Nat.                                  | Naam                 | Leeftijd | Duels N.E.C. | Duels N.E.C. | Hele carrière | Hele carrière | Contract tot | Seizoen bij NEC |         |         |         |         |
| Nr.                                                | Nat.                                  | Naam                 | Leeftijd | W            |              | W             |               | Contract tot | Seizoen bij NEC |         |         |         |         |
| Keepers                                            | Keepers                               | Keepers              | Keepers  | Keepers      | Keepers      | Keepers       | Keepers       | Keepers      | Keepers         | Keepers | Keepers | Keepers | Keepers |
| -------------------------------------------------- | ------------------------------------- | -------------------- | -------- | ------------ | ------------ | ------------- | ------------- | ------------ | --------------- | ------- | ------- | ------- | ------- |
| 1                                                  | Vlag van Nederland                    | Mattijs Branderhorst | 28 jaar  | 106          | 0            | 137           | 0             | 2023         | 5e              |         |         |         |         |
| 22                                                 | Vlag van Nederland                    | Jasper Cillessen     | 33 jaar  | 67           | 0            | 281           | 0             | 2025         | 3e              |         |         |         |         |
| 31                                                 | Vlag van Nederland                    | Robin Roefs          | 19 jaar  | 0            | 0            | 0             | 0             | 2024         | 2e              |         |         |         |         |
| Verdedigers                                        |                                       |                      |          |              |              |               |               |              |                 |         |         |         |         |
| 2                                                  | Vlag van Nederland                    | Ilias Bronkhorst     | 25 jaar  | 21           | 0            | 98            | 11            | 2023         | 2e              |         |         |         |         |
| 3                                                  | Vlag van Nederland                    | Philippe Sandler     | 25 jaar  | 23           | 1            | 71            | 2             | 2025         | 1e              |         |         |         |         |
| 4                                                  | Vlag van Spanje                       | Iván Márquez         | 28 jaar  | 67           | 3            | 243           | 8             | 2023         | 2e              |         |         |         |         |
| 5                                                  | Vlag van Nederland                    | Joris Kramer         | 25 jaar  | 24           | 0            | 172           | 4             | 2024         | 1e              |         |         |         |         |
| 16                                                 | Vlag van Marokko · Vlag van Nederland | Souffian El Karouani | 22 jaar  | 114          | 6            | 114           | 6             | 2023         | 4e              |         |         |         |         |
| 24                                                 | Vlag van Nederland                    | Calvin Verdonk       | 25 jaar  | 85           | 5            | 162           | 7             | 2024         | 3e              |         |         |         |         |
| 28                                                 | Vlag van Nederland                    | Bart van Rooij       | 21 jaar  | 139          | 4            | 139           | 4             | 2025         | 5e              |         |         |         |         |
| 30                                                 | Vlag van Nederland                    | Guus Gertsen         | 19 jaar  | 0            | 0            | 0             | 0             | 2023         | 1e              |         |         |         |         |
| 34                                                 | Vlag van Nederland                    | Terry Lartey Sanniez | 26 jaar  | 61           | 1            | 155           | 1             | 2023         | 4e              |         |         |         |         |
| Middenvelders                                      |                                       |                      |          |              |              |               |               |              |                 |         |         |         |         |
| 6                                                  | Vlag van Nederland                    | Jordy Bruijn         | 26 jaar  | 107          | 25           | 141           | 27            | 2023         | 4e              |         |         |         |         |
| 8                                                  | Vlag van IJsland                      | Andri Baldursson     | 20 jaar  | 12           | 0            | 37            | 0             | 2023         | 1e              |         |         |         |         |
| 14                                                 | Vlag van Nederland · Vlag van Marokko | Oussama Tannane      | 28 jaar  | 29           | 7            | 239           | 51            | 2024         | 1e              |         |         |         |         |
| 18                                                 | Vlag van België                       | Mathias De Wolf      | 20 jaar  | 16           | 0            | 16            | 0             | 2023         | 3e              |         |         |         |         |
| 20                                                 | Vlag van Denemarken                   | Lasse Schöne         | 36 jaar  | 194          | 36           | 587           | 119           | 2024         | 6e              |         |         |         |         |
| 32                                                 | Vlag van Nederland                    | Nils Rossen          | 17 jaar  | 0            | 0            | 0             | 0             | 2024         | 1e              |         |         |         |         |
| 71                                                 | Vlag van Nederland                    | Dirk Proper          | 20 jaar  | 100          | 3            | 100           | 3             | 2025         | 4e              |         |         |         |         |
| Aanvallers                                         |                                       |                      |          |              |              |               |               |              |                 |         |         |         |         |
| 7                                                  | Vlag van Nederland · Vlag van Turkije | Elayis Tavşan        | 21 jaar  | 108          | 22           | 147           | 35            | 2024         | 3e              |         |         |         |         |
| 9                                                  | Vlag van Portugal                     | Pedro Marques        | 24 jaar  | 33           | 8            | 92            | 31            | 2025         | 1e              |         |         |         |         |
| 10                                                 | Vlag van Denemarken                   | Mikkel Duelund       | 25 jaar  | 42           | 4            | 188           | 33            | 2022         | 2e              |         |         |         |         |
| 11                                                 | Vlag van Denemarken                   | Magnus Mattsson      | 23 jaar  | 56           | 8            | 114           | 38            | 2024         | 2e              |         |         |         |         |
| 19                                                 | Vlag van België                       | Landry Dimata        | 24 jaar  | 32           | 10           | 157           | 41            | 2023         | 1e              |         |         |         |         |
| 21                                                 | Vlag van Nederland                    | Ibrahim Cissoko      | 19 jaar  | 31           | 3            | 31            | 3             | 2024         | 2e              |         |         |         |         |
| 77                                                 | Vlag van Nederland                    | Anthony Musaba       | 22 jaar  | 49           | 11           | 122           | 19            | 2023         | 3e              |         |         |         |         |
| * Tabel voor het laatst bijgewerkt op 29 mei 2023. |                                       |                      |          |              |              |               |               |              |                 |         |         |         |         |

### Legenda
| # | Reden                                          |
| - | ---------------------------------------------- |
|   | Heeft de club in het lopende seizoen verlaten. |
|   | Heeft de club op huurbasis verlaten.           |

## Transfers

### Aangetrokken
| Nat.                | Nr. | Naam                 | Van            | Type         | Contract tot | Transfersom | Periode |
| ------------------- | --- | -------------------- | -------------- | ------------ | ------------ | ----------- | ------- |
| Vlag van Portugal   | 9   | Pedro Marques        | Sporting CP    | Transfer     | 2025         | n.n.b.      | Zomer   |
| Vlag van Nederland  | 14  | Oussama Tannane      | Göztepe SK     | Transfervrij | 2024         | n.v.t.      | Zomer   |
| Vlag van Nederland  | 5   | Joris Kramer         | AZ             | Transfer     | 2024         | n.n.b.      | Zomer   |
| Vlag van IJsland    | 8   | Andri Baldursson     | Bologna FC     | Huur         | 2023         | n.v.t.      | Zomer   |
| Vlag van Nederland  | 24  | Calvin Verdonk       | FC Famalicão   | Transfervrij | 2024         | n.v.t.      | Zomer   |
| Vlag van Denemarken | 10  | Mikkel Duelund       | Dynamo Kiev    | Huur         | 2023         | n.v.t.      | Zomer   |
| Vlag van Nederland  | 30  | Guus Gertsen         | N.E.C onder 21 | n.v.t.       | 2023         | n.v.t.      | Zomer   |
| Vlag van Nederland  | 32  | Nils Rossen          | N.E.C onder 21 | n.v.t.       | 2024         | n.v.t.      | Zomer   |
| Vlag van Nederland  | 21  | Ibrahim Cissoko      | N.E.C onder 21 | n.v.t.       | 2024         | n.v.t.      | Zomer   |
| Vlag van Nederland  | 22  | Jasper Cillessen     | Valencia CF    | Transfer     | 2025         | € 1.000.000 | Zomer   |
| Vlag van Nederland  | 3   | Philippe Sandler     | Feyenoord      | Transfervrij | 2025         | n.v.t.      | Zomer   |
| Vlag van België     | 19  | Landry Dimata        | Espanyol       | Huur         | 2023         | n.v.t.      | Zomer   |
| Vlag van Nederland  | 34  | Terry Lartey Sanniez | NK Celje       | Transfervrij | 2023         | n.v.t.      | Zomer   |
| Vlag van Nederland  | 26  | Anthony Musaba       | AS Monaco      | Huur         | 2023         | n.v.t.      | Winter  |

### Vertrokken
| Nat.                    | Nr. | Naam                | Wedst | Goals | Naar                | Type                           | Som    | Periode |
| ----------------------- | --- | ------------------- | ----- | ----- | ------------------- | ------------------------------ | ------ | ------- |
| Vlag van Nederland      | 3   | Rens van Eijden     | 283   | 14    | Einde carrière      | Gestopt                        | n.v.t. | Zomer   |
| Vlag van Paraguay       | 8   | Edgar Barreto       | 155   | 17    | Einde carrière      | Gestopt                        | n.v.t. | Zomer   |
| Vlag van Brazilië       | 5   | Rodrigo Guth        | 24    | 1     | Atalanta Bergamo    | Einde huur                     | n.v.t. | Zomer   |
| Vlag van Turkije        | 9   | Ali Akman           | 32    | 6     | Eintracht Frankfurt | Einde huur                     | n.v.t. | Zomer   |
| Vlag van Congo-Kinshasa | 10  | Jonathan Okita      | 136   | 36    | FC Zürich           | Transfervrij                   | n.v.t. | Zomer   |
| Vlag van Nederland      | 15  | Javier Vet          | 66    | 10    | NAC Breda           | Transfervrij                   | n.v.t. | Zomer   |
| Vlag van Nederland      | 26  | Cas Odenthal        | 65    | 4     | Como 1907           | Transfervrij                   | n.v.t. | Zomer   |
| Vlag van Ivoorkust      | 12  | Wilfried Bony       | 2     | 0     | Club Always Ready   | Transfervrij                   | n.v.t. | Zomer   |
| Vlag van Nederland      | 23  | Thomas Beekman      | 34    | 4     | TOP Oss             | Transfervrij, werd al verhuurd | n.v.t. | Zomer   |
| Vlag van Angola         | 70  | Kevin Bukusu        | 19    | 0     | Wolfsberger AC      | Transfervrij, werd al verhuurd | n.v.t. | Zomer   |
| Vlag van België         | 9   | Thibo Baeten        | 11    | 1     | Beerschot           | Verhuurd, werd al verhuurd     | n.v.t. | Zomer   |
| Vlag van Nederland      | 22  | Joep van der Sluijs | 21    | 2     | TOP Oss             | Verhuurd                       | n.v.t. | Zomer   |
| Vlag van Australië      | 27  | Danny Vukovic       | 4     | 0     | CC Mariners         | Contract ontbonden             | n.v.t. | Zomer   |
| Vlag van Spanje         | 19  | Pedro Ruiz          | 3     | 0     | Olympique Marseille | Einde huur                     | n.v.t. | Zomer   |
| Vlag van Denemarken     | 10  | Mikkel Duelund      | 42    | 4     | Dynamo Kiev         | Einde huur                     | n.v.t. | Winter  |

## Technische staf
| Naam               | Functie              |
| ------------------ | -------------------- |
| Rogier Meijer      | Hoofdtrainer         |
| Ron de Groot       | Assistent-trainer    |
| Stefan Maletić     | Assistent-trainer    |
| Patrick Greveraars | Assistent-trainer    |
| Marco van Duin     | Keeperstrainer       |
| Muslu Nalbantoğlu  | Teammanager          |
| Jeroen Mooren      | Clubarts             |
| Han Tijshen        | Hoofd medische zaken |
| Rob van Hunnik     | Fysiotherapeut       |
| Robin Huntjens     | Performance Analyst  |
| Dave Kelders       | Materiaalman         |

## Oefenwedstrijden
| Datum            | Tijdstip | Thuis            | Uitslag | Uit             | Doelpuntenmakers | Bijzonderheden                                                                                              | Locatie                         | Opstelling N.E.C. |
| ---------------- | -------- | ---------------- | ------- | --------------- | --- | --- | ------------------------------- | --- |
| 2 juli 2022      | 19:00    | Sportclub N.E.C. | 0 – 11  | N.E.C.          | Pedro Marques (4x), Jordy Bruijn (2x), Joep van der Sluijs, Kas de Wit, Mathias De Wolf, Ibrahim Cissoko, Dylan Hopman | Marques en Kramer maakten hun debuut, jeugdspelers Gertsen, Cleijn, Rossen, Hopman en De Wit deden mee.     | MSC De Eendracht, Nijmegen      | Branderhorst, Van Rooij (30' Gertsen, 60' Van Rooij), Bronkhorst (30' Joris Kramer, 60' Bronkhorst), Márquez (60' Gertsen), El Karouani (30' Cleijn, 60' El Karouani, 75' Cleijn); Proper (30' Rossen), Bruijn (60' Proper), Schöne (45' Hopman); Cissoko (60' Van der Sluijs), Pedro Marques (30' De Wit, 60' Marques), Van der Sluijs (30' De Wolf, 60' De Wit). |
| 6 juli 2022      | 19:00    | DIO '30          | 0 – 7   | N.E.C.          | Joep van der Sluijs (3x), Mikkel Duelund (2x), Oussama Tannane en Kas de Wit scoorden.                                 | Tannane en Baldursson maakten hun debuut, jeugdspelers Gertsen, Cleijn, Hioman, Rossen en De Wit deden mee. | Sportpark De Gelenberg, Druten. | Roefs; Gertsen (46' Van Rooij), Bronkhorst (46' Marquez), Kramer (46' Lartey-Sanniez), El Karouani (46' Cleijn); Bruijn (46' Proper), Tannane (34' Hopman, 46' Proper), Schöne (46' Baldursson, 76' Rossen); Tavsan (34' Rossen, 46' Van der Sluijs), Marques (46' De Wit), Cissoko (46' Mattsson).                                                                |
| 9 juli 2022      | 14:30    | RKC Waalwijk     | 1 – 3   | N.E.C.          | Mikkel Duelund, Elayis Tavşan, Terry Lartey Sanniez (N.E.C), Hans Mulder (RKC Waalwijk).                               | Jeugdspeler Rossen deed mee.                                                                                | Sportpark De Kamp, Weurt.       | Branderhorst; Van Rooij (46' Gertsen), Marquez (46' Bronkhorst), Kramer (46' Lartey-Sanniez), Verdonk (46' El Karouani); Schöne (46' Baldursson), Duelund (46' Tannane), Proper (46' Rossen); Tavsan (46' Van der Sluijs), Marques (46' Bruijn), Mattsson (46' Cissoko).                                                                                           |
| 16 juli 2022     | 14:00    | N.E.C.           | 4 – 0   | 1. FC Bocholt   | Pedro Marques (2x), Bart van Rooij, Ibrahim Cissoko                                                                    | | Sportpark De Kamp, Weurt.       | Roefs; Van Rooij (46' Gertsen), Kramer (46' Lartey Sanniez), Marquez (46' Verdonk), El Karouani (46' Van der Sluijs); Proper (46' Bruijn), Tannane (46' Duelund), Schöne (46' Duelund); Tavsan (46' Rossen), Marques (46' De Wit), Mattsson (46' Cissoko). |
| 22 juli 2022     | 18:00    | 1. FC Köln       | 5 – 0   | N.E.C.          | 22’ Duda (1-0), 40’ Maina (2-0), 47’ Adamyan (3-0), 75’ Lemperle (4-0), 79’ Lemperle (5-0)                             | | Goffertstadion, Nijmegen.       | Branderhorst; Van Rooij, Marquez, Kramer, El Karouani (65’ Verdonk); Schone (65’ Bruijn), Tannane (65’ Cissoko), Proper (65’ Baldursson); Tavsan, Marques (65’ Bronkhorst), Duelund. |
| 29 juli 2022     | 19:00    | Heracles Almelo  | 1 – 3   | N.E.C.          | Marques (2x), Duelund (N.E.C.), Laursen (Heracles)                                                                     | | Erve Asito, Almelo.             | Branderhorst; Van Rooij (75′ Bronkhorst), Márquez, Kramer, Verdonk (66' El Karouani); Schöne, Tannane, Baldursson (66′ Proper); Tavsan, Marques, Bruijn (66′ Duelund). |
| 17 december 2022 |          | FC Emmen         | 3 – 2   | N.E.C.          | Mendes, Živković en Bouchouari (FC Emmen), Tavsan en Mattsson (N.E.C.)                                                 | | Estepona                        | Cillessen (46′ Janse); Van Rooij (59′ Bronkhorst), Marquez (50′ Sanniez), Kramer (46′ Sandler), El Karouani (59′ Verdonk); Schöne (46′ Bruijn), Tannane (46′ Cissoko), Proper (59′ Rossen); Tavsan (59′ De Wit), Marques (46′ Dimata), Mattsson (59′ Duelund) |
| 30 december 2022 |          | N.E.C.           | 2 – 0   | Heracles Almelo | Tavsan 2x | | Goffertstadion, Nijmegen.       | Cillessen; Van Rooij, Márquez, Sandler (60’ Kramer), El Karouani (70’ Verdonk); Schöne, Tannane (70’ Duelund), Proper (70’ Bruijn); Tavsan (70’ Cissoko), Dimata (70’ Marques), Mattsson |

## Wedstrijdverslagen

### Eredivisie
| | |               | | |
| Speelronde 1 7 augustus 2022, 14:30 uur                                                                                              | N.E.C. | 0 – 1 (0 – 0) | FC Twente | : Lasse Schöne |
| Goffertstadion, Nijmegen Toeschouwers: 12.256 Scheidsrechter: Danny Makkelie                                                         | Mikkel Duelund 53' |               | 50' Michal Sadílek 90+1' Sem Steijn | Basisopstelling NEC: Mattijs Branderhorst; Bart van Rooij, Iván Márquez, Joris Kramer, Souffian El Karouani; Lasse Schöne, Oussama Tannane, Dirk Proper 88' ( Andri Baldursson); Elayis Tavşan 88' ( Ibrahim Cissoko), Pedro Marques 76' ( Ilias Bronkhorst), Mikkel Duelund 70' ( Calvin Verdonk). Reservebank: Robin Roefs, Guus Gertsen, Nils Rossen, Kas de Wit.                                                                                           |
| Afwezig: Magnus Mattsson , Jordy Bruijn , Mathias De Wolf .                                                                          | |               | | |
| | |               | | |
| Speelronde 2 14 augustus 2022, 12:15 uur                                                                                             | FC Volendam | 1 – 4 (1 – 2) | N.E.C. | : Lasse Schöne |
| Krasstadion, Volendam Toeschouwers: 6.375 Scheidsrechter: Ingmar Oostrom                                                             | Daryl van Mieghem 11' Daryl van Mieghem 34' Carel Eiting 57'                                                                                    |               | 17' Elayis Tavşan 19' Oussama Tannane 76' Mikkel Duelund 90' Jordy Bruijn                                                                            | Basisopstelling NEC: Jasper Cillessen; Bart van Rooij, Iván Márquez, Joris Kramer, Souffian El Karouani; Lasse Schöne, Oussama Tannane 90+1' ( Andri Baldursson), Dirk Proper; Elayis Tavşan 87' ( Ibrahim Cissoko), Pedro Marques 66' ( Jordy Bruijn), Mikkel Duelund. Reservebank: Mattijs Branderhorst, Robin Roefs, Guus Gertsen, Calvin Verdonk, Nils Rossen.                                                                                             |
| Afwezig: Magnus Mattsson , Ilias Bronkhorst , Mathias De Wolf , Philippe Sandler .                                                   | |               | | |
| | |               | | |
| Speelronde 4 26 augustus 2022, 20:00 uur                                                                                             | N.E.C. | 1 – 1 (0 – 0) | FC Groningen | : Lasse Schöne |
| Goffertstadion, Nijmegen Toeschouwers: 12.500 Scheidsrechter: Allard Lindhout                                                        | Oussama Tannane 63' Ibrahim Cissoko 88' Elayis Tavşan 90+2'                                                                                     |               | 58' Tomáš Suslov 63' Neraysho Kasanwirjo 75' Laros Duarte                                                                                            | Basisopstelling NEC: Jasper Cillessen; Bart van Rooij, Iván Márquez, Joris Kramer, Souffian El Karouani; Lasse Schöne, Oussama Tannane, Dirk Proper 79' ( Ibrahim Cissoko); Elayis Tavşan, Jordy Bruijn 67' ( Pedro Marques), Mikkel Duelund. Reservebank: Mattijs Branderhorst, Robin Roefs, Ilias Bronkhorst, Guus Gertsen, Calvin Verdonk, Nils Rossen, Kas de Wit, Andri Baldursson.                                                                       |
| Afwezig: Magnus Mattsson , Mathias De Wolf , Philippe Sandler .                                                                      | |               | | |
| | |               | | |
| Speelronde 3 1 september 2022, 20:00 uur                                                                                             | AZ | 1 – 1 (0 – 0) | N.E.C. | : Lasse Schöne |
| AFAS Stadion, Alkmaar Toeschouwers: 14.945 Scheidsrechter: Dennis Higler                                                             | Dani de Wit 31' Jens Odgaard 57' |               | 54' Iván Márquez 90+3' Jordy Bruijn | Basisopstelling NEC: Jasper Cillessen; Bart van Rooij, Iván Márquez, Joris Kramer, Souffian El Karouani; Lasse Schöne, Oussama Tannane, Dirk Proper; Elayis Tavşan 76' ( Landry Dimata), Pedro Marques 68' ( Jordy Bruijn), Mikkel Duelund 83' ( Calvin Verdonk). Reservebank: Mattijs Branderhorst, Robin Roefs, Ilias Bronkhorst, Terry Lartey-Sanniez, Andri Baldursson, Ibrahim Cissoko, Magnus Mattsson.                                                  |
| Afwezig: Mathias De Wolf , Philippe Sandler .                                                                                        | |               | | |
| | |               | | |
| Speelronde 5 4 september 2022, 14:30 uur                                                                                             | SC Heerenveen | 0 – 0 (0 – 0) | N.E.C. | : Lasse Schöne |
| Abe Lenstra Stadion, Heerenveen Toeschouwers: 18.066 Scheidsrechter: Jochem Kamphuis                                                 | Tibor Halilović 62' Thom Haye 79' |               | 87' Souffian El Karouani | Basisopstelling NEC: Jasper Cillessen; Bart van Rooij, Iván Márquez, Joris Kramer, Calvin Verdonk 63' ( Ibrahim Cissoko); Lasse Schöne, Mikkel Duelund 84' ( Pedro Marques), Dirk Proper 76' ( Jordy Bruijn); Elayis Tavşan, Landry Dimata, Souffian El Karouani. Reservebank: Mattijs Branderhorst, Robin Roefs, Ilias Bronkhorst, Terry Lartey-Sanniez, Andri Baldursson, Magnus Mattsson.                                                                   |
| Afwezig: Mathias De Wolf , Philippe Sandler , Oussama Tannane ,                                                                      | |               | | |
| | |               | | |
| Speelronde 6 10 september 2022, 16:30 uur                                                                                            | N.E.C. | 1 – 1 (0 – 0) | Fortuna Sittard | : Lasse Schöne |
| Goffertstadion, Nijmegen Toeschouwers: 12.500 Scheidsrechter: Rob Dieperink                                                          | Pedro Marques 90+4' |               | 55' Deroy Duarte 71' Oğuzhan Özyakup 76' Arianit Ferati 85' Doğan Erdoğan 87' Oğuzhan Özyakup 89' Doğan Erdoğan 90+2' Dimitris Siovas                | Basisopstelling NEC: Jasper Cillessen; Bart van Rooij, Iván Márquez, Calvin Verdonk, Souffian El Karouani 80' ( Pedro Marques); Lasse Schöne, Oussama Tannane, Dirk Proper 80' ( Magnus Mattsson); Elayis Tavşan, Landry Dimata, Mikkel Duelund 62' ( Ibrahim Cissoko). Reservebank: Mattijs Branderhorst, Robin Roefs, Ilias Bronkhorst, Terry Lartey-Sanniez, Andri Baldursson                                                                               |
| Afwezig: Mathias De Wolf , Philippe Sandler , Joris Kramer , Jordy Bruijn .                                                          | |               | | |
| | |               | | |
| Speelronde 7 16 september 2022, 20:00 uur                                                                                            | FC Utrecht | 0 – 0 (0 – 0) | N.E.C. | : Lasse Schöne |
| De Galgenwaard, Utrecht Toeschouwers: 17.547 Scheidsrechter: Marc Nagtegaal                                                          | Djevencio van der Kust 40' Can Bozdoğan 71' Othman Boussaid 90'                                                                                 |               | 73' Lasse Schöne | Basisopstelling NEC: Jasper Cillessen; Bart van Rooij, Iván Márquez, Calvin Verdonk, Souffian El Karouani; Lasse Schöne, Mikkel Duelund, Dirk Proper 82' ( Andri Baldursson); Elayis Tavşan 86' ( Ibrahim Cissoko), Landry Dimata 86' ( Pedro Marques), Magnus Mattsson 76' ( Terry Lartey-Sanniez). Reservebank: Mattijs Branderhorst, Robin Roefs, Ilias Bronkhorst, Nils Rossen.                                                                            |
| Afwezig: Mathias De Wolf , Philippe Sandler , Joris Kramer , Jordy Bruijn , Oussama Tannane (ziek).                                  | |               | | |
| | |               | | |
| Speelronde 8 2 oktober 2022, 14:30 uur                                                                                               | N.E.C. | 1 – 1 (1 – 1) | Feyenoord | : Lasse Schöne |
| Goffertstadion, Nijmegen Toeschouwers: 12.500 Scheidsrechter: Serdar Gözübüyük                                                       | Magnus Mattsson 8' Iván Márquez 37' |               | 23' Quinten Timber 31' Gernot Trauner 64' Sebastian Szymański 64' Alireza Jahanbakhsh 78' Javairô Dilrosun 84' Quinten Timber 90+2' Santiago Giménez | Basisopstelling NEC: Jasper Cillessen; Bart van Rooij, Iván Márquez, Calvin Verdonk, Souffian El Karouani; Lasse Schöne, Oussama Tannane 90' ( Pedro Marques), Dirk Proper; Elayis Tavşan, Landry Dimata 68' ( Ibrahim Cissoko), Magnus Mattsson 68' ( Mikkel Duelund). Reservebank: Mattijs Branderhorst, Robin Roefs, Terry Lartey-Sanniez, Nils Rossen, Andri Baldursson.                                                                                   |
| Afwezig: Mathias De Wolf , Philippe Sandler , Joris Kramer , Jordy Bruijn , Ilias Bronkhorst (ziek).                                 | |               | | |
| | |               | | |
| Speelronde 9 8 oktober 2022, 20:00 uur                                                                                               | N.E.C. | 1 – 1 (0 – 0) | Excelsior | : Lasse Schöne |
| Goffertstadion, Nijmegen Toeschouwers: 12.100 Scheidsrechter: Sander van den Eijk                                                    | Landry Dimata 59' Iván Márquez 81' Oussama Tannane                                                                                              |               | 22' Serano Seymor 74' Julian Baas 88' Lazaros Lamprou 90+1' Mike van Duinen                                                                          | Basisopstelling NEC: Jasper Cillessen; Bart van Rooij, Iván Márquez, Calvin Verdonk, Souffian El Karouani; Lasse Schöne, Oussama Tannane, Dirk Proper 84' ( Mikkel Duelund); Elayis Tavşan, Landry Dimata 78' ( Pedro Marques), Magnus Mattsson. Reservebank: Mattijs Branderhorst, Robin Roefs, Terry Lartey-Sanniez, Nils Rossen, Ilias Bronkhorst, Ibrahim Cissoko.                                                                                         |
| Afwezig: Mathias De Wolf , Philippe Sandler , Joris Kramer , Jordy Bruijn , Andri Baldursson (ziek).                                 | |               | | |
| | |               | | |
| Speelronde 10 16 oktober 2022, 12:15 uur                                                                                             | Sparta Rotterdam | 2 – 0 (2 – 0) | N.E.C. | : Lasse Schöne |
| Het Kasteel, Rotterdam Toeschouwers: 10.420 Scheidsrechter: Robin Hensgens                                                           | Dirk Abels 7' Jonathan de Guzman 29' Vito van Crooij 79' Tobias Lauritsen 85'                                                                   |               | 25' Souffian El Karouani 62' Oussama Tannane 79' Calvin Verdonk                                                                                      | Basisopstelling NEC: Jasper Cillessen; Bart van Rooij, Iván Márquez, Calvin Verdonk, Souffian El Karouani 71' ( Ibrahim Cissoko); Lasse Schöne, Oussama Tannane, Dirk Proper 71' ( Mikkel Duelund); Elayis Tavşan, Landry Dimata, Magnus Mattsson 57' ( Pedro Marques). Reservebank: Mattijs Branderhorst, Robin Roefs, Terry Lartey-Sanniez, Nils Rossen, Philippe Sandler, Ilias Bronkhorst,                                                                 |
| Afwezig: Mathias De Wolf . | |               | | |
| | |               | | |
| Speelronde 11 23 oktober 2022, 14:30 uur                                                                                             | N.E.C. | 3 – 3 (1 – 2) | Go Ahead Eagles | : Lasse Schöne |
| Goffertstadion, Nijmegen Toeschouwers: 12.500 Scheidsrechter: Danny Makkelie                                                         | Oussama Tannane 3' Iván Márquez 47' Oussama Tannane 67' Magnus Mattsson 78' Souffian El Karouani 79' Philippe Sandler 90+4'                     |               | 9' Isac Lidberg 41' Bobby Adekanye 50' Oliver Edvardsen 90+3' Mats Deijl                                                                             | Basisopstelling NEC: Jasper Cillessen; Bart van Rooij, Iván Márquez 84' ( Ilias Bronkhorst), Terry Lartey-Sanniez 45' ( Elayis Tavşan), Calvin Verdonk 75' ( Philippe Sandler), Souffian El Karouani; Lasse Schöne, Oussama Tannane, Mikkel Duelund 62' ( Ibrahim Cissoko); Pedro Marques 62' ( Landry Dimata), Magnus Mattsson. Reservebank: Mattijs Branderhorst, Robin Roefs, Joris Kramer, Jordy Bruijn, Andri Baldursson, Dirk Proper.                    |
| Afwezig: Mathias De Wolf | |               | | |
| | |               | | |
| Speelronde 12 30 oktober 2022, 14:30 uur                                                                                             | PSV | 3 – 0 (1 – 0) | N.E.C. | : Lasse Schöne |
| Philips Stadion, Eindhoven Toeschouwers: 31.007 Scheidsrechter: Martin van den Kerkhof                                               | Anwar El-Ghazi 18' Luuk de Jong 50' Noni Madueke 84'                                                                                            |               | 38' Lasse Schöne 46' Philippe Sandler | Basisopstelling NEC: Jasper Cillessen; Bart van Rooij, Philippe Sandler 62' ( Landry Dimata), Iván Márquez, Calvin Verdonk 62' ( Joris Kramer), Souffian El Karouani; Lasse Schöne, Magnus Mattsson, Dirk Proper 71' ( Jordy Bruijn); Elayis Tavşan 71' ( Ibrahim Cissoko), Oussama Tannane. Reservebank: Mattijs Branderhorst, Robin Roefs, Terry Lartey-Sanniez, Ilias Bronkhorst, Andri Baldursson, Mikkel Duelund, Pedro Marques.                          |
| Afwezig:Mathias De Wolf | |               | | |
| | |               | | |
| Speelronde 13 4 november 2022, 20:00 uur                                                                                             | SC Cambuur | 0 – 1 (0 – 1) | N.E.C. | : Lasse Schöne |
| Cambuurstadion, Leeuwarden, Toeschouwers: 10.000 Scheidsrechter: Jannick van der Laan                                                | Tom Boere 76' |               | 44' Lasse Schöne | Basisopstelling NEC: Jasper Cillessen; Bart van Rooij, Philippe Sandler 79' ( Joris Kramer), Iván Márquez, Souffian El Karouani; Lasse Schöne, Oussama Tannane, Dirk Proper; Magnus Mattsson 86' ( Terry Lartey-Sanniez), Landry Dimata 68' ( Jordy Bruijn), Ibrahim Cissoko 68' ( Pedro Marques). Reservebank: Mattijs Branderhorst, Robin Roefs, Calvin Verdonk, Ilias Bronkhorst, Andri Baldursson, Mikkel Duelund, Elayis Tavşan.                          |
| Afwezig: Mathias De Wolf | |               | | |
| | |               | | |
| Speelronde 14 13 november 2022, 12:15 uur                                                                                            | N.E.C. | 6 – 1 (1 – 1) | RKC Waalwijk | : Lasse Schöne |
| Goffertstadion, Nijmegen Toeschouwers: 12.500 Scheidsrechter: Martin Pérez                                                           | Souffian El Karouani 36' Landry Dimata 38' Souffian El Karouani 50' Magnus Mattsson 73' Pedro Marques 78' Elayis Tavşan 88' Pedro Marques 90+2' |               | 4' Dario Van den Buijs 11' Iliass Bel Hassani 58' Juriën Gaari 90+1' Vurnon Anita                                                                    | Basisopstelling NEC: Jasper Cillessen; Bart van Rooij, Philippe Sandler 76' ( Joris Kramer), Iván Márquez, Souffian El Karouani 67' ( Calvin Verdonk); Lasse Schöne, Oussama Tannane, Dirk Proper; Magnus Mattsson 83' ( Jordy Bruijn), Landry Dimata 76' ( Pedro Marques), Ibrahim Cissoko 67' ( Elayis Tavşan). Reservebank: Mattijs Branderhorst, Robin Roefs, Terry Lartey-Sanniez, Ilias Bronkhorst, Andri Baldursson, Mikkel Duelund,                    |
| Afwezig: Mathias De Wolf | |               | | |
| | |               | | |
| Speelronde 15 8 januari 2023, 14:30 uur                                                                                              | N.E.C. | 1 – 1 (0 – 1) | Ajax | : Lasse Schöne |
| Goffertstadion, Nijmegen Toeschouwers: 12.500 Scheidsrechter: Pol van Boekel                                                         | Landry Dimata 52' Iván Márquez 88' |               | 38' Davy Klaassen 50' Jorge Sánchez 58' Devyne Rensch 69' Francisco Conceição                                                                        | Basisopstelling NEC: Jasper Cillessen; Bart van Rooij, Philippe Sandler, Iván Márquez, Souffian El Karouani; Lasse Schöne, Oussama Tannane 90+1' ( Mikkel Duelund), Dirk Proper; Elayis Tavşan 87' ( Anthony Musaba), Landry Dimata 87' ( Pedro Marques), Magnus Mattsson 84' ( Ibrahim Cissoko). Reservebank: Mattijs Branderhorst, Rijk Janse, Terry Lartey-Sanniez, Ilias Bronkhorst, Joris Kramer.                                                         |
| Afwezig: Mathias De Wolf , Robin Roefs , Andri Baldursson , Jordy Bruijn , Calvin Verdonk (ziek).                                    | |               | | |
| | |               | | |
| Speelronde 16 15 januari 2023, 12:15 uur                                                                                             | Vitesse | 0 – 0 (0 – 0) | N.E.C. | : Lasse Schöne |
| GelreDome, Arnhem Toeschouwers: 16.086 Scheidsrechter: Danny Makkelie                                                                | Maximilian Wittek 23' |               | 23' Oussama Tannane 65' Lasse Schöne 81' Dirk Proper 87' Calvin Verdonk 88' Souffian El Karouani                                                     | Basisopstelling NEC: Jasper Cillessen; Bart van Rooij, Philippe Sandler 80' ( Joris Kramer), Iván Márquez, Souffian El Karouani; Lasse Schöne, Oussama Tannane, Dirk Proper; Elayis Tavşan 71' ( Anthony Musaba), Landry Dimata, Magnus Mattsson 84' ( Calvin Verdonk). Reservebank: Mattijs Branderhorst, Rijk Janse, Terry Lartey-Sanniez, Ilias Bronkhorst, Mikkel Duelund, Andri Baldursson, Ibrahim Cissoko, Pedro Marques.                               |
| Afwezig: Mathias De Wolf , Robin Roefs , Jordy Bruijn ,                                                                              | |               | | |
| | |               | | |
| Speelronde 17 21 januari 2023, 18:45 uur                                                                                             | N.E.C. | 3 – 1 (2 – 1) | FC Emmen | : Lasse Schöne |
| Goffertstadion, Nijmegen Toeschouwers: 12.500 Scheidsrechter: Joey Kooij                                                             | Landry Dimata 12' Landry Dimata 35' Ibrahim Cissoko 52'                                                                                         |               | 44' Richairo Živković 59' Richairo Živković | Basisopstelling NEC: Jasper Cillessen; Bart van Rooij, Philippe Sandler, Iván Márquez, Calvin Verdonk 84' ( Ilias Bronkhorst); Lasse Schöne, Mikkel Duelund 90+1' ( Andri Baldursson), Dirk Proper; Elayis Tavşan, Landry Dimata 90+1' ( Pedro Marques), Ibrahim Cissoko 75' ( Anthony Musaba). Reservebank: Mattijs Branderhorst, Rijk Janse, Terry Lartey-Sanniez, Joris Kramer, Nils Rossen.                                                                |
| Afwezig: Mathias De Wolf , Robin Roefs , Jordy Bruijn , Magnus Mattsson , Souffian El Karouani en Oussama Tannane (beide schorsing). | |               | | |
| | |               | | |
| Speelronde 18 25 januari 2023, 21:00 uur                                                                                             | Feyenoord | 2 – 0 (2 – 0) | N.E.C. | : Lasse Schöne |
| De Kuip, Rotterdam Toeschouwers: Scheidsrechter: Edwin van de Graaf                                                                  | Javairo Dilrosun 9' Mats Wieffer 32' Orkun Kökcü 45+2'                                                                                          |               | 40' Dirk Proper 45+2' Iván Márquez 90+1' Andri Baldursson                                                                                            | Basisopstelling NEC: Jasper Cillessen; Bart van Rooij, Philippe Sandler 54' ( Terry Lartey-Sanniez), Iván Márquez, Souffian El Karouani; Lasse Schöne 70' ( Andri Baldursson), Mikkel Duelund, Dirk Proper; Elayis Tavşan 76' ( Pedro Marques), Landry Dimata 54' ( Calvin Verdonk), Ibrahim Cissoko 46' ( Joris Kramer). Reservebank: Mattijs Branderhorst, Rijk Janse, Ilias Bronkhorst, Anthony Musaba.                                                     |
| Afwezig: Mathias De Wolf , Robin Roefs , Jordy Bruijn , Magnus Mattsson , Oussama Tannane (schorsing).                               | |               | | |
| | |               | | |
| Speelronde 19 28 januari 2023, 20:00 uur                                                                                             | N.E.C. | 1 – 1 (0 – 0) | Sparta Rotterdam | : Lasse Schöne |
| Goffertstadion, Nijmegen Toeschouwers: 12.500 Scheidsrechter: Dennis Higler                                                          | Iván Márquez 76' Pedro Marques 80' |               | 56' Mike Eerdhuijzen 58' Arno Verschueren 84' Joshua Kitolano                                                                                        | Basisopstelling NEC: Jasper Cillessen; Bart van Rooij, Philippe Sandler, Iván Márquez, Souffian El Karouani; Lasse Schöne, Mikkel Duelund 75' ( Pedro Marques), Dirk Proper; Elayis Tavşan, Landry Dimata, Ibrahim Cissoko 83' ( Anthony Musaba). Reservebank: Mattijs Branderhorst, Rijk Janse, Ilias Bronkhorst, Joris Kramer, Terry Lartey-Sanniez, Calvin Verdonk, Andri Baldursson.                                                                       |
| Afwezig: Mathias De Wolf , Robin Roefs , Jordy Bruijn , Magnus Mattsson , Oussama Tannane (schorsing).                               | |               | | |
| | |               | | |
| Speelronde 20 5 februari 2023, 14:30 uur                                                                                             | Go Ahead Eagles | 1 – 0 (1 – 0) | N.E.C. | : Lasse Schöne |
| De Adelaarshorst, Deventer Toeschouwers: Scheidsrechter: Erwin Blank                                                                 | Finn Stokkers 35' |               | 49' Dirk Proper 64' Calvin Verdonk 77' Ilias Bronkhorst 89' Souffian El Karouani                                                                     | Basisopstelling NEC: Jasper Cillessen; Bart van Rooij, Iván Márquez, Joris Kramer Souffian El Karouani; Lasse Schöne 73' ( Anthony Musaba), Oussama Tannane, Dirk Proper; Elayis Tavşan, Pedro Marques 69' ( Ilias Bronkhorst), Ibrahim Cissoko 46' ( Calvin Verdonk). Reservebank: Mattijs Branderhorst, Rijk Janse, Terry Lartey-Sanniez, Andri Baldursson, Kas de Wit.                                                                                      |
| Afwezig: Mathias De Wolf , Robin Roefs , Jordy Bruijn , Magnus Mattsson , Landry Dimata, Philippe Sandler (beide ziek).              | |               | | |
| | |               | | |
| Speelronde 21 11 februari 2023, 18:45 uur                                                                                            | N.E.C. | 0 – 0 (0 – 0) | SC Cambuur | : Lasse Schöne |
| Goffertstadion, Nijmegen Toeschouwers: 12.324 Scheidsrechter: Serdar Gözübüyük                                                       | Oussama Tannane 41' Philippe Sandler 87' |               | 30' Léon Bergsma 45+2' Navarone Foor 79' Alex Bangura 90+2' Vincent Pichel                                                                           | Basisopstelling NEC: Jasper Cillessen; Bart van Rooij, Iván Márquez, Philippe Sandler, Souffian El Karouani; Lasse Schöne, Oussama Tannane, Dirk Proper 71' ( Jordy Bruijn); Elayis Tavşan, Landry Dimata, Ibrahim Cissoko 71' ( Magnus Mattsson). Reservebank: Mattijs Branderhorst, Rijk Janse, Terry Lartey-Sanniez, Joris Kramer, Ilias Bronkhorst, Calvin Verdonk, Andri Baldursson, Pedro Marques, Anthony Musaba.                                       |
| Afwezig: Mathias De Wolf , Robin Roefs .                                                                                             | |               | | |
| | |               | | |
| Speelronde 22 19 februari 2023, 20:00 uur                                                                                            | SBV Excelsior | 0 – 3 (0 – 1) | N.E.C. | : Lasse Schöne |
| Stadion Woudestein, Rotterdam Toeschouwers: 4.000 Scheidsrechter: Martin van den Kerkhof                                             | Redouan El Yaakoubi 35' Redouan El Yaakoubi 47' Sven Nieuwpoort 87' Couhaib Driouech 87'                                                        |               | 29' Philippe Sandler 44' Magnus Mattsson 73' Souffian El Karouani 81' Calvin Verdonk 85' Anthony Musaba                                              | Basisopstelling NEC: Jasper Cillessen; Calvin Verdonk 88' ( Terry Lartey-Sanniez), Iván Márquez, Philippe Sandler, Souffian El Karouani; Lasse Schöne, Jordy Bruijn 83' ( Andri Baldursson), Dirk Proper 71' ( Jordy Bruijn); Elayis Tavşan 78' ( Anthony Musaba), Landry Dimata 83' ( Pedro Marques), Magnus Mattsson 88' ( Ibrahim Cissoko). Reservebank: Mattijs Branderhorst, Rijk Janse, Joris Kramer, Ilias Bronkhorst,                                  |
| Afwezig: Mathias De Wolf , Robin Roefs , Bart van Rooij , Oussama Tannane (schorsing).                                               | |               | | |
| | |               | | |
| Speelronde 23 25 februari 2023, 21:00 uur                                                                                            | N.E.C. | 3 – 0 (0 – 0) | FC Volendam | : Lasse Schöne |
| Goffertstadion, Nijmegen Toeschouwers: 12.500 Scheidsrechter: Sander van der Eijk                                                    | Iván Márquez 58' Landry Dimata 66' Pedro Marques 90+1'                                                                                          |               | 37' Benaissa Benamar 53' Brian Plat 64' Gaetano Oristanio                                                                                            | Basisopstelling NEC: Jasper Cillessen; Bart van Rooij, Iván Márquez, Philippe Sandler 71' ( Joris Kramer), Souffian El Karouani; Lasse Schöne, Oussama Tannane 90' ( Andri Baldursson), Dirk Proper 71' ( Jordy Bruijn); Elayis Tavşan 71' ( Anthony Musaba), Landry Dimata 85' ( Pedro Marques), Magnus Mattsson 85' ( Jordy Bruijn). Reservebank: Mattijs Branderhorst, Rijk Janse, Terry Lartey-Sanniez, Ilias Bronkhorst, Calvin Verdonk, Ibrahim Cissoko. |
| Afwezig: Mathias De Wolf , Robin Roefs .                                                                                             | |               | | |
| | |               | | |
| Speelronde 24 5 maart 2023, 16:45 uur                                                                                                | Ajax | 1 – 0 (0 – 0) | N.E.C. | : Lasse Schöne |
| Johan Cruijff ArenA, Amsterdam Toeschouwers: 53.094 Scheidsrechter: Jochem Kamphuis                                                  | Mohammed Kudus 13' Mohammed Kudus 52' |               | 45+1' Bart van Rooij 72' Andri Baldursson 90+4' Oussama Tannane                                                                                      | Basisopstelling NEC: Jasper Cillessen; Bart van Rooij, Iván Márquez, Philippe Sandler 90+1' ( Joris Kramer), Souffian El Karouani 85' ( Ibrahim Cissoko); Lasse Schöne 46' ( Andri Baldursson), Oussama Tannane, Dirk Proper; Elayis Tavşan 85' ( Anthony Musaba), Landry Dimata, Magnus Mattsson 76' ( Pedro Marques). Reservebank: Mattijs Branderhorst, Rijk Janse, Terry Lartey-Sanniez, Ilias Bronkhorst, Jordy Bruijn.                                   |
| Afwezig: Mathias De Wolf , Robin Roefs , Calvin Verdonk                                                                              | |               | | |
| | |               | | |
| Speelronde 25 12 maart 2023, 12:15 uur                                                                                               | N.E.C. | 2 – 2 (1 – 0) | FC Utrecht | : Iván Márquez |
| Toeschouwers: 12.500 Scheidsrechter: Ingmar Oostrom                                                                                  | Landry Dimata 31' Landry Dimata 48' Bart van Rooij 80'                                                                                          |               | '53 Zakaria Labyad 59' Mike van der Hoorn 63' Bas Dost 67' Othmane Boussaid 80' Mark van der Maarel                                                  | Basisopstelling NEC: Jasper Cillessen; Bart van Rooij, Iván Márquez, Philippe Sandler 64' ( Joris Kramer), Souffian El Karouani; Jordy Bruijn 84' ( Ibrahim Cissoko), Oussama Tannane, Dirk Proper; Elayis Tavşan 84' ( Anthony Musaba), Landry Dimata, Magnus Mattsson 72' ( Andri Baldursson). Reservebank: Mattijs Branderhorst, Rijk Janse, Terry Lartey-Sanniez, Ilias Bronkhorst, Pedro Marques.                                                         |
| Afwezig: Mathias De Wolf , Robin Roefs , Calvin Verdonk , Lasse Schöne .                                                             | |               | | |
| | |               | | |
| Speelronde 26 18 maart 2023, 21:00 uur                                                                                               | RKC Waalwijk | 1 – 3 (0 – 3) | N.E.C. | : Lasse Schöne |
| Mandemakers Stadion, Waalwijk Toeschouwers: 6.418 Scheidsrechter: Dennis Higler                                                      | Yassin Oukili 29' Etienne Vaessen 46' Vurnon Anita 61'                                                                                          |               | 18' Oussama Tannane 26' Elayis Tavşan 31' Oussama Tannane 76' Souffian El Karouani                                                                   | Basisopstelling NEC: Jasper Cillessen; Bart van Rooij, Iván Márquez, Joris Kramer, Souffian El Karouani; Lasse Schöne 90' ( Terry Lartey-Sanniez), Oussama Tannane 90' ( Jordy Bruijn), Dirk Proper; Elayis Tavşan 84' ( Anthony Musaba), Landry Dimata 89' ( Pedro Marques), Magnus Mattsson 76' ( Andri Baldursson). Reservebank: Mattijs Branderhorst, Rijk Janse, Ilias Bronkhorst, Ibrahim Cissoko.                                                       |
| Afwezig: Mathias De Wolf , Robin Roefs , Calvin Verdonk , Philippe Sandler .                                                         | |               | | |
| | |               | | |
| Speelronde 27 1 april 2023, 20:00 uur                                                                                                | N.E.C. | 2 – 4 (0 – 3) | PSV | : Lasse Schöne |
| Goffertstadion, Nijmegen Toeschouwers: 12.500 Scheidsrechter: Edwin van de Graaf                                                     | Iván Márquez 45+2' Oussama Tannane 59' Bart van Rooij 79' Oussama Tannane 87'                                                                   |               | '7 Luuk de Jong '21 Olivier Boscagli 39' Joey Veerman '50 Luuk de Jong 85' Érick Gutiérrez '90+6' André Ramalho                                      | Basisopstelling NEC: Jasper Cillessen; Bart van Rooij, Iván Márquez, Philippe Sandler 78' ( Joris Kramer), Souffian El Karouani 86' ( Jordy Bruijn); Lasse Schöne, Oussama Tannane, Dirk Proper; Elayis Tavşan 68' ( Pedro Marques), Landry Dimata, Magnus Mattsson 68' ( Ibrahim Cissoko). Reservebank: Mattijs Branderhorst, Rijk Janse, Ilias Bronkhorst, Terry Lartey-Sanniez, Andri Baldursson, Anthony Musaba.                                           |
| Afwezig: Mathias De Wolf , Robin Roefs , Calvin Verdonk .                                                                            | |               | | |
| | |               | | |
| Speelronde 28 9 april 2023, 14:30 uur                                                                                                | FC Emmen | 0 – 0 (0 – 0) | N.E.C. | : Lasse Schöne |
| De Oude Meerdijk, Emmen Toeschouwers: 8.237 Scheidsrechter: Joey Kooij                                                               | Richairo Živković 58' |               | 58' Souffian El Karouani | Basisopstelling NEC: Jasper Cillessen; Bart van Rooij, Philippe Sandler 85' ( Terry Lartey-Sanniez), Joris Kramer, Souffian El Karouani; Lasse Schöne, Magnus Mattsson 79' ( Jordy Bruijn), Dirk Proper; Elayis Tavşan 85' ( Pedro Marques), Landry Dimata, Ibrahim Cissoko 72' ( Anthony Musaba). Reservebank: Mattijs Branderhorst, Rijk Janse, Andri Baldursson, Guus Gertsen.                                                                              |
| Afwezig: Mathias De Wolf , Robin Roefs , Calvin Verdonk , Oussama Tannane , Ilias Bronkhorst, Iván Márquez (schorsing).              | |               | | |
| | |               | | |
| Speelronde 29 16 april 2023, 12:15 uur                                                                                               | N.E.C. | 1 – 4 (0 – 2) | Vitesse | : Lasse Schöne |
| Goffertstadion, Nijmegen Toeschouwers: 12.500 Scheidsrechter: Jochem Kamphuis                                                        | Dirk Proper 70' Pedro Marques 70' Landry Dimata 76' Elayis Tavşan 82'                                                                           |               | 25' Matúš Bero 28' Kacper Kozlowski 63' Maximilian Wittek 68' Bart van Rooij 70' Mohamed Sankoh 72' Nicolas Isimat-Mirin 83' Ryan Flamingo           | Basisopstelling NEC: Jasper Cillessen; Bart van Rooij, Iván Márquez, Joris Kramer 54' ( Jordy Bruijn), Souffian El Karouani 67' ( Terry Lartey-Sanniez); Lasse Schöne, Magnus Mattsson 40' ( Pedro Marques), Dirk Proper; Elayis Tavşan, Landry Dimata, Ibrahim Cissoko 67' ( Anthony Musaba). Reservebank: Mattijs Branderhorst, Rijk Janse, Ilias Bronkhorst, Andri Baldursson, Guus Gertsen.                                                                |
| Afwezig: Mathias De Wolf , Robin Roefs , Calvin Verdonk , Oussama Tannane , Philippe Sandler .                                       | |               | | |
| | |               | | |
| Speelronde 30 25 april 2023, 15:00 uur                                                                                               | FC Groningen | 0 – 1 (0 – 0) | N.E.C. | : Lasse Schöne |
| Euroborg, Groningen Toeschouwers: 0 Scheidsrechter: Richard Martens                                                                  | Tomáš Suslov 52' Laros Duarte 82' |               | 84' Jordy Bruijn | Basisopstelling NEC: Jasper Cillessen; Bart van Rooij, Iván Márquez, Philippe Sandler, Souffian El Karouani; Lasse Schöne, Jordy Bruijn 90+3 ( Joris Kramer), Dirk Proper; Elayis Tavşan 76' ( Anthony Musaba), Landry Dimata 76' ( Pedro Marques), Magnus Mattsson. Reservebank: Mattijs Branderhorst, Rijk Janse, Ilias Bronkhorst, Andri Baldursson, Terry Lartey-Sanniez.                                                                                  |
| Afwezig: Mathias De Wolf , Robin Roefs , Calvin Verdonk , Oussama Tannane .                                                          | |               | | |
| | |               | | |
| Speelronde 31 2023, uur | N.E.C. | 2 – 3 (1 – 1) | SC Heerenveen | : Lasse Schöne |
| Goffertstadion, Nijmegen Toeschouwers: 12.500 Scheidsrechter: Dennis Higler                                                          | Magnus Mattsson 37' Landry Dimata 61' |               | 12' Syb van Ottele 27' Thom Haye 41' Milan van Ewijk 82' Sydney van Hooijdonk 87' Antoine Colassin                                                   | Basisopstelling NEC: Jasper Cillessen; Bart van Rooij, Iván Márquez, Philippe Sandler, Souffian El Karouani; Lasse Schöne, Oussama Tannane 60' ( Jordy Bruijn), Dirk Proper; Elayis Tavşan 77' ( Anthony Musaba), Landry Dimata 85' ( Pedro Marques), Magnus Mattsson. Reservebank: Mattijs Branderhorst, Rijk Janse, Ilias Bronkhorst, Joris Kramer, Andri Baldursson, Terry Lartey-Sanniez, Ibrahim Cissoko.                                                 |
| Afwezig: Mathias De Wolf , Robin Roefs , Calvin Verdonk .                                                                            | |               | | |
| | |               | | |
| Speelronde 32 2023, uur | FC Twente | 4 – 0 (1 – 0) | N.E.C. | : Lasse Schöne |
| De Grolsch Veste, Enschede Toeschouwers: 30.000 Scheidsrechter: Danny Makkelie                                                       | Robin Pröpper 32' Václav Černý 38' Manfred Ugalde 41' /Virgil Misidjan 61' Virgil Misidjan 76' Ricky van Wolfswinkel 83'                        |               | | Basisopstelling NEC: Jasper Cillessen; Bart van Rooij, Iván Márquez, Philippe Sandler, Souffian El Karouani; Lasse Schöne, Oussama Tannane, Dirk Proper; Elayis Tavşan 59' ( Pedro Marques), Landry Dimata 84' ( Jordy Bruijn), Magnus Mattsson 59' ( Joris Kramer). Reservebank: Mattijs Branderhorst, Rijk Janse, Ilias Bronkhorst, Andri Baldursson, Terry Lartey-Sanniez, Ibrahim Cissoko, Anthony Musaba.                                                 |
| Afwezig: Mathias De Wolf , Robin Roefs , Calvin Verdonk .                                                                            | |               | | |
| | |               | | |
| Speelronde 33 21 mei 2023, 14:30 uur                                                                                                 | N.E.C. | 0 – 3 (0 – 2) | AZ | : Lasse Schöne |
| Goffertstadion, Nijmegen Toeschouwers: 12.500 Scheidsrechter:Sander van der Eijk                                                     | Joris Kramer 22' Lasse Schöne 42' Dirk Proper 83'                                                                                               |               | 28' Jesper Karlsson 43' Jordy Clasie 50' Jesper Karlsson                                                                                             | Basisopstelling NEC: Jasper Cillessen; Bart van Rooij, Philippe Sandler 75' ( Terry Lartey-Sanniez), Joris Kramer, Souffian El Karouani; Lasse Schöne 67' ( Jordy Bruijn), Oussama Tannane, Dirk Proper; Anthony Musaba 80' ( Landry Dimata), Pedro Marques, Magnus Mattsson 67' ( Ibrahim Cissoko). Reservebank: Mattijs Branderhorst, Rijk Janse, Ilias Bronkhorst, Iván Márquez, Andri Baldursson, Elayis Tavşan.                                           |
| Afwezig: Mathias De Wolf , Robin Roefs , Calvin Verdonk .                                                                            | |               | | |
| | |               | | |
| Speelronde 34 28 mei 2023, 14:30 uur                                                                                                 | Fortuna Sittard | 1 – 1 (0 – 0) | N.E.C. | : Oussama Tannane |
| Fortuna Sittard Stadion, Sittard Toeschouwers: 10.388 Scheidsrechter: Pol van Boekel                                                 | Úmaro Embaló 42' Paul Gladon 90+3' |               | 65' Landry Dimata | Basisopstelling NEC: Mattijs Branderhorst; Bart van Rooij, Philippe Sandler, Joris Kramer, Souffian El Karouani; Andri Baldursson, Magnus Mattsson, Oussama Tannane; Anthony Musaba 61' ( Ibrahim Cissoko), Pedro Marques 61' ( Landry Dimata), Elayis Tavşan 90' ( Calvin Verdonk). Reservebank: Jasper Cillessen, Rijk Janse, Guus Gertsen, Terry Lartey-Sanniez, Ilias Bronkhorst, Iván Márquez, Nils Rossen                                                |
| Afwezig: Mathias De Wolf , Robin Roefs , Jordy Bruijn , Lasse Schöne & Dirk Proper (beide schorsing).                                | |               | | |

### KNVB Beker
| | |                          | | |
| Tweede ronde 19 oktober 2022, 21:00 uur                                                                               | N.E.C. | 3 – 2 (1 – 1)            | Fortuna Sittard | : Lasse Schöne |
| Goffertstadion, Nijmegen Toeschouwers: 7.034 Scheidsrechter: Bas Nijhuis                                              | Ximo Navarro 35' Souffian El Karouani 47' Pedro Marques 74' Pedro Marques 79'                                    |                          | 11' Cole Bassett 57' Arianit Ferati 61' Rodrigo Guth                                                                             | Basisopstelling NEC: Mattijs Branderhorst; Bart van Rooij, Philippe Sandler 36' ( Ilias Bronkhorst), Terry Lartey-Sanniez, Calvin Verdonk, Souffian El Karouani; Lasse Schöne, Oussama Tannane 84' ( Elayis Tavşan), Mikkel Duelund 71' ( Dirk Proper); Magnus Mattsson, Pedro Marques 83' ( Landry Dimata). Reservebank: Jasper Cillessen, Robin Roefs, Nils Rossen, Ibrahim Cissoko.                                         |
| Afwezig: Magnus Mattsson , Jordy Bruijn , Mathias De Wolf .                                                           | |                          | | |
| | |                          | | |
| Derde ronde 11 januari 2023, 20:00 uur                                                                                | Almere City | 0 – 4 (0 – 2)            | N.E.C. | : Lasse Schöne |
| Yanmar Stadion, Almere Toeschouwers: 1.540 Scheidsrechter: Marc Nagtegaal                                             | Ilias Alhaft 34'                                                                                                 |                          | 5' Oussama Tannane 43' Elayis Tavşan 63' Pedro Marques 80' Anthony Musaba                                                        | Basisopstelling NEC: Mattijs Branderhorst; Bart van Rooij 76' ( Terry Lartey-Sanniez), Joris Kramer, Iván Márquez, Souffian El Karouani; Lasse Schöne, Oussama Tannane 67' ( Mikkel Duelund), Dirk Proper; Elayis Tavşan 61' ( Anthony Musaba), Pedro Marques 67' ( Landry Dimata). Ibrahim Cissoko. Reservebank: Jasper Cillessen, Rijk Janse, Ilias Bronkhorst, Kas de Wit.                                                  |
| Afwezig: Magnus Mattsson, Landry Dimata, Philippe Sandler (rust), Jordy Bruijn , Mathias De Wolf , Andri Baldursson . | |                          | | |
| | |                          | | |
| Achtste finale 8 februari 2023, 21:00 uur                                                                             | Feyenoord | 0 – 2 (4 – 4 5 – 3 n.p.) | N.E.C. | : Iván Márquez |
| De Kuip, Rotterdam Toeschouwers: 25.360 Scheidsrechter: Rob Dieperink                                                 | Oussama Idrissi 42' Orkun Kökçü 85' Orkun Kökçü 90' Igor Paixão 90+2' Santiago Giménez 98' Javairo Dilrosun 116' |                          | 33' Calvin Verdonk 45' Pedro Marques 54' Oussama Tannane 86' Dirk Proper 89' Philippe Sandler 96' Jordy Bruijn 118' Jordy Bruijn | Basisopstelling NEC: Mattijs Branderhorst; Bart van Rooij, Joris Kramer, Iván Márquez, Calvin Verdonk 103' ( Terry Lartey-Sanniez); Andri Baldursson 79' ( Jordy Bruijn), Oussama Tannane 87' ( Anthony Musaba), Dirk Proper; Elayis Tavşan 79' ( Ilias Bronkhorst), Pedro Marques 61' ( Philippe Sandler), Souffian El Karouani 103' ( Ibrahim Cissoko). Reservebank: Jasper Cillessen, Rijk Janse, Guus Gertsen, Kas de Wit. |
| Afwezig: Magnus Mattsson, Landry Dimata, Lasse Schöne, Mathias De Wolf .                                              | |                          | | |

## Clubstatistieken

### Stand, punten en doelpunten per speelronde
| Speelronde              | 1             | 2             | 3             | 4             | 5             | 6             | 7             | 8             | 9             | 10            | 11            | 12            | 13            | 14            | 15            | 16            | 17            | 18            | 19            | 20            | 21            | 22            | 23            | 24            | 25            | 26            | 27            | 28            | 29            | 30            | 31            | 32            | 33            | 34            |
| ----------------------- | ------------- | ------------- | ------------- | ------------- | ------------- | ------------- | ------------- | ------------- | ------------- | ------------- | ------------- | ------------- | ------------- | ------------- | ------------- | ------------- | ------------- | ------------- | ------------- | ------------- | ------------- | ------------- | ------------- | ------------- | ------------- | ------------- | ------------- | ------------- | ------------- | ------------- | ------------- | ------------- | ------------- | ------------- |
| Trainer                 | Rogier Meijer | Rogier Meijer | Rogier Meijer | Rogier Meijer | Rogier Meijer | Rogier Meijer | Rogier Meijer | Rogier Meijer | Rogier Meijer | Rogier Meijer | Rogier Meijer | Rogier Meijer | Rogier Meijer | Rogier Meijer | Rogier Meijer | Rogier Meijer | Rogier Meijer | Rogier Meijer | Rogier Meijer | Rogier Meijer | Rogier Meijer | Rogier Meijer | Rogier Meijer | Rogier Meijer | Rogier Meijer | Rogier Meijer | Rogier Meijer | Rogier Meijer | Rogier Meijer | Rogier Meijer | Rogier Meijer | Rogier Meijer | Rogier Meijer | Rogier Meijer |
| Punten per speelronde   | 0             | 3             | 1             | 1             | 1             | 1             | 1             | 1             | 1             | 0             | 1             | 0             | 3             | 3             | 1             | 1             | 3             | 0             | 1             | 0             | 1             | 3             | 3             | 0             | 1             | 3             | 0             | 1             | 0             | 3             | 0             | 0             | 0             | 1             |
| Punten na speelronde    | 0             | 3             | 4             | 5             | 6             | 7             | 8             | 9             | 10            | 10            | 11            | 11            | 14            | 17            | 18            | 19            | 22            | 22            | 23            | 23            | 24            | 27            | 30            | 30            | 31            | 34            | 34            | 35            | 35            | 38            | 38            | 38            | 38            | 39            |
| Stand na speelronde     | 14e           | 7e            | 8e            | 8e            | 9e            | 10e           | 11e           | 10e           | 10e           | 11e           | 12e           | 15e           | 10e           | 9e            | 9e            | 9e            | 9e            | 9e            | 10e           | 10e           | 11e           | 10e           | 9e            | 10e           | 9e            | 8e            | 10e           | 10e           | 10e           | 8e            | 10e           | 10e           | 11e           | 12e           |
| Goals per speelronde    | 0             | 4             | 1             | 1             | 0             | 1             | 0             | 1             | 1             | 0             | 3             | 0             | 1             | 6             | 1             | 0             | 3             | 0             | 1             | 0             | 0             | 3             | 3             | 0             | 2             | 3             | 2             | 0             | 1             | 1             | 2             | 0             | 0             | 1             |
| Goals na speelronde     | 0             | 4             | 5             | 6             | 6             | 7             | 7             | 8             | 9             | 9             | 12            | 12            | 13            | 19            | 20            | 20            | 23            | 23            | 24            | 24            | 24            | 27            | 30            | 30            | 32            | 35            | 37            | 37            | 38            | 39            | 41            | 41            | 41            | 42            |
| Doelsaldo na speelronde | −1            | +2            | +2            | +2            | +2            | +2            | +2            | +2            | +2            | +0            | +0            | −3            | −2            | +3            | +3            | +3            | +5            | +3            | +3            | +2            | +2            | +5            | +8            | +7            | +7            | +9            | +7            | +7            | +4            | +5            | +4            | +0            | -3            | -3            |

### Thuis/uit-verhouding
|               | AJA | AZ  | CAM | EMM | EXC | FEY | FOR | GAE | GRO | HEE | PSV | RKC | SPA | TWE | UTR | VIT | VOL | Gem.      | Totaal |
| ------------- | --- | --- | --- | --- | --- | --- | --- | --- | --- | --- | --- | --- | --- | --- | --- | --- | --- | --------- | ------ |
| Uitslag thuis | 1-1 | 0-3 | 0-0 | 3-1 | 1-1 | 1-1 | 1-1 | 3-3 | 1-1 | 2-3 | 2-4 | 6-1 | 1-1 | 0-1 | 2-2 | 1-4 | 3-0 | 1.65-1.65 | 28-28  |
| Uitslag uit   | 1-0 | 1-1 | 0-1 | 0-0 | 0-3 | 2-0 | 1-1 | 1-0 | 0-1 | 0-0 | 3-0 | 1-3 | 2-0 | 4-0 | 0-0 | 0-0 | 1-4 | 1,00-0,82 | 17-14  |
| Punten thuis  | 1   | 0   | 1   | 3   | 1   | 1   | 1   | 1   | 1   | 0   | 0   | 3   | 1   | 0   | 1   | 0   | 3   | 1.06      | 18     |
| Punten uit    | 0   | 1   | 3   | 1   | 3   | 0   |     | 0   | 3   | 1   | 0   | 3   | 0   | 0   | 1   | 1   | 3   | 1.25      | 20     |
| Punten totaal | 1   | 1   | 4   | 4   | 4   | 1   | 1   | 1   | 4   | 1   | 0   | 6   | 1   | 0   | 2   | 1   | 6   | 1,15      | 38     |

Bijgewerkt op 21 mei 2023.

### Toeschouwers
| Ronde | Tegenstander     | Toeschouwers | Totaal Toeschouwers | Gemiddeld |
| ----- | ---------------- | ------------ | ------------------- | --------- |
| 01    | FC Twente        | 12.256       | 12.256              | 12.256    |
| 04    | FC Groningen     | 12.500       | 24.756              | 12.378    |
| 06    | Fortuna Sittard  | 12.500       | 37.256              | 12.419    |
| 08    | Feyenoord        | 12.500       | 49.756              | 12.439    |
| 09    | Excelsior        | 12.100       | 61.956              | 12.391    |
| 11    | Go Ahead Eagles  | 12.500       | 74.456              | 12.409    |
| 14    | RKC Waalwijk     | 12.500       | 86.956              | 12.422    |
| 15    | Ajax             | 12.500       | 99.456              | 12.432    |
| 17    | FC Emmen         | 12.500       | 111.956             | 12.440    |
| 19    | Sparta Rotterdam | 12.500       | 124.456             | 12.446    |
| 21    | SC Cambuur       | 12.324       | 136.780             | 12.434    |
| 23    | FC Volendam      | 12.500       | 149.280             | 12.440    |
| 25    | FC Utrecht       | 12.500       | 161.780             | 12.445    |
| 27    | PSV              | 12.500       | 174.280             | 12.449    |
| 29    | Vitesse          | 12.500       | 186.780             | 12.452    |
| 31    | SC Heerenveen    | 12.500       | 199.280             | 12.455    |
| 33    | AZ               | 12.000       | 211.280             | 12.428    |

## Spelersstatistieken

### Wedstrijden
| Speler               | Eredivisie | KNVB Beker | Totaal | Speelminuten |
| -------------------- | ---------- | ---------- | ------ | ------------ |
| Bart van Rooij       | 33         | 3          | 36     | 3256         |
| Souffian El Karouani | 33         | 3          | 36     | 3167         |
| Dirk Proper          | 32         | 3          | 35     | 2994         |
| Elayis Tavşan        | 32         | 3          | 35     | 2702         |
| Lasse Schöne         | 32         | 2          | 34     | 2940         |
| Iván Márquez         | 31         | 2          | 33     | 2949         |
| Pedro Marques        | 30         | 3          | 33     | 1016         |
| Jasper Cillessen     | 32         | 0          | 32     | 2880         |
| Landry Dimata        | 30         | 2          | 32     | 2240         |
| Ibrahim Cissoko      | 26         | 2          | 28     | 959          |
| Oussama Tannane      | 25         | 3          | 27     | 2388         |
| Magnus Mattsson      | 25         | 1          | 26     | 1908         |
| Joris Kramer         | 22         | 2          | 24     | 1363         |
| Philippe Sandler     | 21         | 2          | 23     | 1702         |
| Calvin Verdonk       | 17         | 3          | 20     | 1166         |
| Jordy Bruijn         | 19         | 1          | 20     | 607          |
| Anthony Musaba       | 16         | 2          | 18     | 377          |
| Mikkel Duelund*      | 15         | 2          | 17     | 1018         |
| Andri Baldursson     | 11         | 1          | 12     | 287          |
| Terry Lartey Sanniez | 9          | 3          | 12     | 266          |
| Ilias Bronkhorst     | 4          | 2          | 6      | 142          |
| Mattijs Branderhorst | 2          | 3          | 5      | 480          |
| Mathias De Wolf      | 0          | 0          | 0      | 0            |
| Totaal               | 34         | 3          | 37     | 3360         |

* is al vertrokken

### Clubtopscorers 2022/23
| #   | Naam                 | Doelpunten | Doelpunten | Doelpunten | Assists    | Assists    | Assists |
| #   | Naam                 | Eredivisie | KNVB Beker | Totaal     | Eredivisie | KNVB Beker | Totaal  |
| --- | -------------------- | ---------- | ---------- | ---------- | ---------- | ---------- | ------- |
| 1.  | Landry Dimata        | 10         | 0          | 10         | 2          | 0          | 2       |
| 2.  | Pedro Marques        | 5          | 3          | 8          | 3          | 0          | 3       |
| 3.  | Oussama Tannane      | 6          | 1          | 7          | 9          | 3          | 12      |
| 4.  | Elayis Tavşan        | 3          | 1          | 4          | 3          | 1          | 4       |
| 5.  | Magnus Mattsson      | 4          | 0          | 4          | 2          | 0          | 2       |
| 6.  | Jordy Bruijn         | 2          | 2          | 4          | 1          | 0          | 1       |
| 7.  | Souffian El Karouani | 2          | 1          | 3          | 2          | 2          | 4       |
| 8.  | Iván Márquez         | 3          | 0          | 3          | 1          | 0          | 1       |
| 9.  | Ibrahim Cissoko      | 2          | 0          | 2          | 0          | 0          | 0       |
| 10. | Anthony Musaba       | 1          | 1          | 2          | 0          | 0          | 0       |
| 11. | Mikkel Duelund       | 1          | 0          | 1          | 2          | 0          | 2       |
| 12. | Philippe Sandler     | 1          | 0          | 1          | 2          | 0          | 2       |
| 13. | Calvin Verdonk       | 0          | 1          | 1          | 2          | 0          | 2       |
| 14. | Dirk Proper          | 1          | 0          | 1          | 1          | 0          | 1       |
| 15. | Lasse Schöne         | 1          | 0          | 1          | 1          | 0          | 1       |
| 16. | Joris Kramer         | 0          | 0          | 0          | 2          | 0          | 2       |

* is al vertrokken

### Overzicht kaarten en schorsingen
| Speler               | Wed | Ere | Bek | Vor | Totaal aantal gele kaart(en) | Twee gele kaarten in 1 wedstrijd aan dezelfde speler | Rode kaart |
| -------------------- | --- | --- | --- | --- | ---------------------------- | ---------------------------------------------------- | ---------- |
| Souffian El Karouani | 36  | 8   |     |     | 8                            |                                                      |            |
| Oussama Tannane      | 29  | 7   | 1   |     | 8                            |                                                      | 1          |
| Iván Márquez         | 33  | 5   |     |     | 5                            |                                                      | 1          |
| Lasse Schöne         | 34  | 4   |     | 1   | 5                            |                                                      |            |
| Calvin Verdonk       | 20  | 4   |     |     | 4                            |                                                      |            |
| Dirk Proper          | 35  | 3   | 1   |     | 4                            |                                                      | 1          |
| Philippe Sandler     | 23  | 3   |     |     | 3                            |                                                      | 1          |
| Pedro Marques        | 33  | 2   | 1   |     | 3                            |                                                      |            |
| Bart van Rooij       | 35  | 3   |     |     | 3                            |                                                      |            |
| Andri Baldursson     | 12  | 2   |     |     | 2                            |                                                      |            |
| Elayis Tavşan        | 35  | 2   |     |     | 2                            |                                                      |            |
| Ilias Bronkhorst     | 6   | 1   |     |     | 1                            |                                                      |            |
| Mikkel Duelund       | 17  | 1   |     |     | 1                            |                                                      |            |
| Jordy Bruijn         | 20  | 1   |     |     | 1                            |                                                      |            |
| Joris Kramer         | 24  | 1   |     |     | 1                            |                                                      |            |
| Magnus Mattsson      | 26  | 1   |     |     | 1                            |                                                      |            |
| Landry Dimata        | 32  | 1   |     |     | 1                            |                                                      |            |
| Totaal               | 37  | 49  | 3   | 1   | 53                           | 0                                                    | 4          |

### Oefenwedstrijden
* is al vertrokken

| Nr.    | Naam                 | Goals |
| ------ | -------------------- | ----- |
| 1.     | Pedro Marques        | 8     |
| 2.     | Joep van der Sluijs  | 4     |
| 2.     | Elayis Tavşan        | 4     |
| 2.     | Mikkel Duelund       | 4     |
| 4.     | Ibrahim Cissoko      | 2     |
| 4.     | Jordy Bruijn         | 2     |
| 4.     | Kas de Wit           | 2     |
| 7.     | Oussama Tannane      | 1     |
| 7.     | Magnus Mattsson      | 1     |
| 7.     | Bart van Rooij       | 1     |
| 7.     | Terry Lartey Sanniez | 1     |
| 7.     | Mathias De Wolf      | 1     |
| 7.     | Dylan Hopman         | 1     |
| Totaal | Totaal               | 29    |

Ajax ·
AZ ·
SC Cambuur ·
FC Emmen ·
Excelsior ·
Feyenoord ·
Fortuna Sittard ·
Go Ahead Eagles ·
FC Groningen ·
sc Heerenveen ·
N.E.C. ·
PSV ·
RKC Waalwijk ·
Sparta Rotterdam ·
FC Twente ·
FC Utrecht ·
Vitesse ·
FC Volendam